# Senpai Is an Otokonoko
Senpai Is an Otokonoko (яп. 先輩はおとこのこ Сэмпай ва отоконоко, "Моя сэмпай — парень?") — японская романтическая манга, написанная и проиллюстрированная мангакой под псевдонимом Pom. Также известна под альтернативными названиями This Is Him и Senpai Is an Otokonoko: My Crossdressing Classmate.
Манга публиковалась в цифровом формате на платформе Line Manga с 2019 по 2021 год в виде еженедельных выпусков. С 2021 года издаётся в виде танкобонов издательством Ichijinsha.
Сюжет повествует о любовном треугольнике между Макото Ханаокой — старшеклассником, практикующим кроссдрессинг; Саки Аои — младшей ученицей, идентифицирующей себя как бисексуалка; и Рюдзи Тайгой — другом детства Макото.
9 марта 2023 года платформа Webtoon (США/Южная Корея) начала официальный англоязычный перевод манги.
Аниме-адаптация телесериала, созданная студией Project No.9, транслировалась с июля по сентябрь 2024 года в блоке noitaminA на телеканале Fuji Television. Позднее, 14 февраля 2025 года, в японский прокат вышел анимационный фильм под названием «Eiga Senpai wa Otokonoko: Ame Nochi Hare».
Автор манги, выступающая под псевдонимом Pom, создала историю с акцентом на такие темы, как любовь вне зависимости от пола. Первоначальная концепция возникла из-за трудностей, с которыми она сталкивалась при рисовании мужских персонажей. Манга получила положительные отклики как от читателей, так и от критиков благодаря своему сюжету и проработанным персонажам. В 2021 году она заняла третье место в номинации «Веб-манга» на премии Next Manga Award и стала третьей по популярности серией на платформе Line Manga за тот же год.

## Сюжет
Senpai Is an Otokonoko — романтическая манга. В центре сюжета — старшеклассник Макото Ханаока, который носит женскую одежду, несмотря на неодобрение своей матери. Саки Аои, ученица той же школы, влюбляется в Макото, считая его девушкой, и узнаёт правду лишь после того, как признаётся ему в чувствах и получает отказ. Она бисексуальна и не придаёт значения его полу, продолжая стремиться стать его первой любовью. Однако Макото по-прежнему не отвечает ей взаимностью и беспокоится, что её отношения с кроссдрессером будут восприняты окружающими неоднозначно, но он по-прежнему не отвечает на её чувства и беспокоится, что она будет выглядеть странно, общаясь с кроссдрессером. Друг детства Макото, Рюдзи Тайга, поначалу сомневается в возможности однополых отношений, но по мере развития истории между героями формируется любовный треугольник.

## Персонажи
Макото Ханаока (яп. 花岡 まこと Ханаока Макото)
Сэйю: Сюитиро Умэда
Макото — ученик второго класса старшей школы, предпочитающий носить женскую одежду. Несмотря на осуждение со стороны окружающих, он продолжает следовать своему выбору, скрывая это от матери. Изначально Макото не принимает идею романтической любви и всячески отталкивает Саки Аои, однако по мере развития сюжета его взгляды начинают меняться.
Саки Аои (яп. 蒼井 咲 Аои Саки)
Сэйю: Акира Сэкинэ
Саки — ученица первого курса старшей школы, влюбившаяся в Макото с первого взгляда. Является бисексуальной: для неё не имеет значения пол Макото, она любит его таким, какой он есть. Саки — жизнерадостная и энергичная девушка. Несмотря на то, что Макото поначалу не отвечает на её чувства, со временем он начинает теплее к ней относиться и ценить её присутствие рядом.
Рюдзи Тайга (яп. 大我 竜二 Тайга Рюдзи)
Сэйю: Юма Утида
ученик второго курса старшей школы и лучший друг Макото с детского сада. Он влюблён в Макото с раннего детства. Наряду с Саки, Рюдзи — один из немногих, кто принимает Макото таким, какой он есть, включая его решение носить женскую одежду. Саки с уважением называет его «Мастером».
Мика Ханаока (яп. 花岡 美香 Ханаока Мика)
Сэйю: Маи Накахара
Мика — мать Макото, резко осуждающая его интерес к женской одежде. Она стремится воспитать сына сильным и мужественным, считая его увлечение женственностью неприемлемым. Макото скрывает от неё свою склонность к кроссдрессингу, чтобы избежать конфликтов. Причиной её нетерпимости является негативный опыт с собственным отцом, которого она считает трансвеститом. Из-за этого она отдалилась от него и надеется, что её сын не повторит его путь.
Конацу Тайга (яп. 大我 小夏 Тайга Конацу)
Сэйю: Каори Маэда
Младшая сестра Рюдзи.
Масако Аой (яп. 蒼井 雅子 Аой Масако)
Сэйю: Аи Сато
настороженно относится к Чихиро, матери Аои, и выражает обеспокоенность её влиянием на внучку.
Каэдэ Ханекава (яп. 羽川 楓 Ханекава Каэдэ)
Сэйю: Адзуса Аой
Одноклассница Макото, пригласившая его на школьный бал. Подобно Аои и Рюдзи, она не осуждает интересы Макото и относится к нему с пониманием.
Джун Саотоме (яп. 早乙女 純 Саотоме Джун)
Сэйю: Гакуто Кадзивара
Саотоме — одноклассник Рюдзи, испытывающий сильные чувства к Хаясе. Чтобы сблизиться с ней, он обращается за помощью к Макото и Рюдзи.
Юдзи Аой (яп. 蒼井 裕司 Аой Юдзи)
Сэйю: Юдзи Мураи
Отец Саки — увлекается китами. Из-за постоянной занятости он редко видится с дочерью.
Чихиро Исикава (яп. 石川 千尋 Исикава Чихиро)
Сэйю: Хитоми Исикава
Мать Саки — покинула свою дочь Аой и мужа, но спустя много лет возвращается в жизнь Саки в надежде исправить ошибки прошлого.
Ай Хаясе (яп. 早瀬 藍 Хаясе Ай)
Сэйю: Аи Какума
Одноклассник Макото, который раньше был его другом. После того как Макото раскрыл свою тайну, они отдалились, но позже восстановили отношения во время школьной экскурсии.
Eiichirō Kawasaki (яп. 川崎 英一郎 Kawasaki Eiichirō)
Сэйю: Масахико Танака
Дедушка Макото — отец его матери. У него напряжённые отношения с дочерью, которая отвернулась от него после того, как узнала о его интересе к женской одежде.
Хироши Хонго (яп. 本郷博 Хонго Хироши)
Сэйю: Тосия Мията (Kis-My-Ft2)

## Производство
Манга Senpai Is an Otokonoko была написана и проиллюстрирована мангакой под псевдонимом Pom. Идея создания возникла из-за того, что автору было сложно изображать мужских персонажей. По совету знакомого она решила создать серию, где главный герой — парень, переодевающийся в женскую одежду. До этого Pom рассматривала возможность сделать историю о романтических отношениях между девушками.
Из-за трудностей с изображением мужских персонажей автор потратила много времени на сцену, где Макото раскрывает, что он не девушка, и, несмотря на усилия, осталась недовольна результатом. Сеттинг был построен вокруг кроссдрессинга Макото в школе, где девушки носят форму сэйфуку, создающую визуальный контраст с мужской школьной формой. Хотя в Японии существуют школы, разрешающие мальчикам носить женскую форму, школа Макото не основана на каком-либо конкретном образовательном учреждении.
На раннем этапе Pom планировала сделать историю комедией, но в итоге предпочла более серьёзный тон, поскольку ей самой ближе такие произведения. Это и стало основой сюжетной линии о напряжённых отношениях Макото с матерью. Основными темами стали: межличностные отношения, любовь вне зависимости от пола, уважение к разнообразию, возможность мужчинам любить милые вещи и важность заботы о себе. При этом, по словам самой Pom, она не ставила перед собой задачу бороться с предрассудками в отношении людей, не соответствующих гендерным нормам. Чтобы история не получилась мрачной, она старалась уравновешивать тяжёлые сцены более лёгкими эпизодами.
Pom намеренно сосредоточила сюжет на трёх основных персонажах, поскольку ей не нравится, когда рост числа персонажей уводит сюжет в сторону и лишает его фокуса. Макото и Саки были задуманы как контрастные образы: Макото — тревожный и малоподвижный, Саки — уверенная и энергичная. Персонаж Рюдзи был создан как баланс между ними. Вдохновением для движений Саки послужила актриса озвучивания Томоко Канэда, а её образ описывался как активная, немного незрелая девушка, всегда остающаяся собой.
При создании Макото Pom подчёркивала, что он носит женскую одежду исключительно из эстетических предпочтений, и сознательно изображала его как мужчину «внутри». Также она старалась минимизировать объём текста в главках, отдавая предпочтение визуальному повествованию. Изначально планировалось, что серия будет состоять из 16 глав, и подробного плана развития после этого у автора не было. После проработки биографий персонажей Pom позволила им вести сюжет самостоятельно, считая, что не сможет правдоподобно описать события, которых не переживала лично. Она отмечала, что все персонажи обладают чертами самого автора.

## Медиа

### Манга
Манга началась как четырёхстраничная история Otokonoko ga Kōhai ni Kokuhaku Sareru Hanashi, которую Пом перерисовала и расширила для пилотного выпуска в сервисе Line Manga в рамках «программы дебюта» для независимых авторов в декабре 2019 года. В течение четырёх месяцев после премьеры с автором был подписан контракт на еженедельную цифровую публикацию. Серия завершилась 100-й главой 30 декабря 2021 года. Пом рассматривала возможность продолжения, но решила завершить мангу на высокой ноте, не растягивая сюжет.
Приквел под названием Senpai Is an Otokonoko: The Encounter публиковался на платформе Line Manga с 21 декабря 2023 года и завершился 17 апреля 2025 года на 72-й главе.
Первый том танкобона, содержащий полную цветную версию серии и новую 16-страничную главу, был выпущен издательством Ichijinsha 25 ноября 2021 года. Автор отмечала, что ей было сложно адаптировать мангу к печатному формату, поскольку изначально она создавалась для вертикального цифрового прокручивания. Пом подумывала отказаться от печатного издания, но всё же реализовала его по просьбе читателей.
Печатные тома были лицензированы:
- на традиционном китайском языке — издательством Tongli Publishing (первый том вышел 6 марта 2023 года)[24],
- на корейском языке — компанией Daewon C.I. (13 июля 2023 года)Daewon C.I.[англ.][25].

На мероприятии Sakura-Con 2024 компания Kodansha USA объявила о лицензировании серии на английском языке под названием Senpai Is an Otokonoko: My Crossdressing Classmate. Первый том вышел в апреле 2025 года.
Платформа Webtoon начала цифровую публикацию серии в других регионах в 2021 году:
25 декабря 2021 года — на Тайване,
27 декабря 2021 года — в Китае,
13 февраля 2022 года — в Таиланде,
18 февраля 2022 года — в Южной Корее,
28 марта 2022 года — во Франции под названием My Crossdressing Crush,
28 мая 2022 года — в Германии под тем же названием.
На английском языке манга также стала доступна на платформе Webtoon с 9 марта 2023 года под названием Senpai Is an OtokonokoSenpai Is an Otokonoko.

#### Тома
| 1 | 25 ноября 2021 года  | ISBN 978-4-7580-2313-9 |   |  |
| - Глава 1: "A Letter" (яп. 手紙 Tegami) - Глава 2: "Junior" (яп. 後輩 Kōhai) - Глава 3: "Girls" (яп. 女の子 Onnanoko) - Глава 4: "A Childhood Friend" (яп. 幼なじみ Osananajimi) - Глава 5: "Aoi-san" (яп. 蒼井さん) - Глава 6: "Master" (яп. 師匠 Shishō) - Глава 7: "A Secret" (яп. 隠し事 Kakushigoto) - Глава 8: "Fireworks" (яп. 花火 Hanabi) - "Bangai-hen" (яп. 番外編, "Extra Chapter") |                      |                        |   |  |
| 2 | 25 апреля 2022 года  | ISBN 978-4-7580-2387-0 |   |  |
| - Глава 9: "Summer Vacation" (яп. 夏休み Natsuyasumi) - Глава 10: "Want" (яп. 憧れ Akogare) - Глава 11: "Shopping" (яп. 買い物 Kaimono) - Глава 12: "The Past" (яп. 過去 Kako) - Глава 13: "Moving On" (яп. 満足 Manzoku) - Глава 14: "Goodbye" (яп. さよなら Sayonara) - Глава 15: "Normal" (яп. 普通 Futsū) - Глава 16: "The Prince and the Princess" (яп. 王子様とお姫様 Ōji-sama to Ohime-sama) - "Bangai-hen" (яп. 番外編, "Extra Chapter") |                      |                        |   |  |
| 3 | 25 июля 2022 года    | ISBN 978-4-7580-2437-2 |   |  |
| - Глава 17: "Change" (яп. 変化 Henka) - Глава 18: "Aquarium" (яп. 水族館 Suizokukan) - Глава 19: "Special Someone" (яп. 特別な人 Tokubetsu na Hito) - Глава 20: "Staying Over" (яп. 泊まり Tomari) - Глава 21: "Study Camp" (яп. 勉強会 Benkyōkai) - Глава 22: "Doubt" (яп. 疑惑 Giwaku) - Глава 23: "Confused" (яп. わからない Wakaranai) - Глава 24: "Like" (яп. 好き Suki) - Глава 25: "Running Away" (яп. 逃げたい Nigetai) - Глава 26: "I Knew It" (яп. やっぱり Yappari) - "Bangai-hen" (яп. 番外編, "Extra Chapter") |                      |                        |   |  |
| 4 | 25 ноября 2022 года  | ISBN 978-4-7580-2468-6 |   |  |
| - Глава 27: "Coming Clean" (яп. ちゃんと Chanto) - Глава 28: "Whales" (яп. クジラ Kujira) - Глава 29: "Rainy Day" (яп. 雨の日 Ame no Hi) - Глава 30: "Career" (яп. 進路 Shinro) - Глава 31: "Choices" (яп. 選択 Sentaku) - Глава 32: "Confession" (яп. 告白 Kokuhaku) - Глава 33: "Preparation" (яп. 準備 Junbi) - Глава 34: "School Festival" (яп. 文化祭 Bunkasai) - Глава 35: "That Kind of Person" (яп. そういうヤツ Sōiu Yatsu) - Глава 36: "No Hiding It" (яп. ごまかせない Gomakasenai) - Глава 37: "Advice" (яп. 相談 Sōdan) - Глава 38: "Sorry" (яп. ごめん Gomen) - Глава 39: "Resolve" (яп. 決意 Ketsui) - "Bangai-hen" (яп. 番外編, "Extra Chapter") |                      |                        |   |  |
| 5 | 29 марта 2023 года   | ISBN 978-4-7580-2505-8 |   |  |
| - Глава 40: "I'm Fine" (яп. 大丈夫 Daijōbu) - Глава 41: "Someone" (яп. 誰か Dareka) - Глава 42: "Busybody" (яп. 不審者 Fushinsha) - Глава 43: "Morning" (яп. 朝 Asa) - Глава 44: "Father" (яп. お父さん Otōsan) - Глава 45: "Obsessed" (яп. 夢中 Muchū) - Глава 46: "Christmas" (яп. クリスマス Kurisumasu) - Глава 47: "Mom" (яп. お母さん Okāsan) - Глава 48: "It Hurts" (яп. 痛い Itai) - Глава 49: "Snow Forecast" (яп. 雪が降る Yuki ga Furu) - Глава 50: "The Pain of Others" (яп. それぞれの Sorezore no) - "Bangai-hen" (яп. 番外編, "Extra Chapter") |                      |                        |   |  |
| 6 | 25 манга 2023 года   | ISBN 978-4-7580-2563-8 |   |  |
| - Глава 51: "Date" (яп. デート Dēto) - Глава 52: "Hungry" (яп. おなか Onaka) - Глава 53: "Got to Be" (яп. きっと Kitto) - Глава 54: "New Year's Eve" (яп. 大晦日 Ōmisoka) - Глава 55: "First Sunrise of the Year" (яп. 初日の出 Hatsu Hinode) - Глава 56: "Think" (яп. 考える Kangaeru) - Глава 57: "Sister" (яп. 妹 Imōto) - Глава 58: "New Semester" (яп. 新学期 Shingakki) - Глава 59: "Answers" (яп. 正解 Seikai) - Глава 60: "Reunion" (яп. 再会 Saikai) - "Bangai-hen" (яп. 番外編, "Extra Chapter") |                      |                        |   |  |
| 7 | 24 ноября 2023 года  | ISBN 978-4-7580-2609-3 |   |  |
| - Глава 61: "My..." (яп. 私の Watashi no) - Глава 62: "Runaway" (яп. 家出 Iede) - Глава 63: "Hayase-san" (яп. 早瀬さん) - Глава 64: "Friends" (яп. 友だち Tomodachi) - Глава 65: "School Trip: Day 1" (яп. 修学旅行1日目 Shūgaku Ryokō 1-nichi-me) - Глава 66: "School Trip: Day 2" (яп. 修学旅行2日目 Shūgaku Ryokō 2-nichi-me) - Глава 67: "School Trip: Day 3" (яп. 修学旅行3日目 Shūgaku Ryokō 3-nichi-me) - Глава 68: "Facing Up" (яп. 向き合う Mukiau) - Глава 69: "Trip" (яп. 旅 Tabi) - "Bangai-hen" (яп. 番外編, "Extra Chapter") |                      |                        |   |  |
| 8 | 1 апреля 2024 года   | ISBN 978-4-7580-2609-3 |   |  |
| - Глава 70: "Nail Polish" (яп. 気持ち悪い Kimochi Warui) - Глава 71: "Father" (яп. 父 Chichi) - Глава 72: "Wonderful" (яп. すてき Suteki) - Глава 73: "Important People" (яп. 大事な人 Daiji na Hito) - Глава 74: "Wonderland" (яп. ワンダーランド Wandārando) - Глава 75: "Souvenir" (яп. おみやげ Omiyage) - Глава 76: "Going Home" (яп. 帰宅 Kitaku) - Глава 77: "The Passing Days" (яп. 日々 Hibi) - Глава 78: "Still" (яп. 今はまだ Ima wa Mada) - Глава 79: "Together" (яп. 一緒 Issho) - Глава 80: "Here" (яп. こっち Kotchi) - "Bangai-hen" (яп. 番外編, "Extra Chapter")                                                                                |                      |                        |   |  |
| 9 | 25 июля 2024         | ISBN 978-4-7580-2734-2 |   |  |
| - Глава 81: "Spring Vacation" (яп. 春休み Haruyasumi) - Глава 82: "Discovery" (яп. 見つける Mitsukeru) - Глава 83: "Encounter" (яп. 遭遇 Sōgū) - Глава 84: "Break for It" (яп. 走っていく Hashitte Iku) - Глава 85: "Choosing" (яп. 選ぶ Erabu) - Глава 86: "Happiness" (яп. 幸せ Shiawase) - Глава 87: "It Suits Me" (яп. 似合う Niau) - Глава 88: "The Road Home" (яп. 帰り道 Kaerimichi) - Глава 89: "Moving Forward" (яп. 進む Susumu) - Глава 90: "Parents" (яп. 両親 Ryōshin) - "Bangai-hen" (яп. 番外編, "Extra Chapter") |                      |                        |   |  |
| 10 | 25 октября 2024 года | ISBN 978-4-7580-2790-8 | — |  |
| - Глава 91: "Home" (яп. 家 Ie) - Глава 92: "Protect" (яп. 守る Mamoru) - Глава 93: "The Real Thing" (яп. 本物 Honmono) - Глава 94: "Really" (яп. ほんと Honto) - Глава 95: "That's All" (яп. ただそれだけ Tada Sore Dake) - Глава 96: "Love" (яп. 変 Hen) - Глава 97: "Relying On" (яп. 頼る Tayoru) - Глава 98: "I Like You" (яп. 好き Suki) - Глава 99: "Special" (яп. 特別 Tokubetsu) - Глава 100: "Sunny Days" (яп. 晴れの日 Hare no Hi) - "Bangai-hen" (яп. 番外編, "Extra Chapter") |                      |                        |   |  |

### Аниме
25 марта 2023 года на мероприятии AnimeJapan компания Aniplex объявила о создании аниме-адаптации телесериала. Производством занималась студия Project No.9. Режиссёром выступил Синсукэ Янаги, главным сценаристом — Ёрико Томита, дизайнером персонажей — Сёто Синкай, а музыку к сериалу написала Юкари ХасимотоЮкари Хасимото.
Сериал транслировался с 5 июля по 27 сентября 2024 года в программном блоке noitaminA на телеканале Fuji Television. Открывающая композиция — «Be a Good Egoist» (яп. 我がまま Wagamama), закрывающая — «Shape of Love» (яп. あれが恋だったのかな Are ga Koi Datta no kana) — обе исполнены Куджирой, при участии Нисины в эндинге. За пределами Азии сериал транслировался на платформе Crunchyroll.
После выхода финального эпизода сериала, 27 сентября 2024 года был анонсирован полнометражный анимационный фильм под названием Eiga Senpai wa Otokonoko: Ame Nochi Hare. Режиссёром фильма стал Синсукэ Янаги, для которого эта работа стала дебютом в полнометражном формате. Премьера состоялась 14 февраля 2025 года. Тематическая песня фильма — «I Can’t Grow Up» (яп. 大人になれない Otona ni Narenai) — также исполнена Куджирой.

#### Эпизоды
| №  | Название | Режиссёр                      | Автор сценария | Сценарий       | Главный режиссёр анимации                            | Дата премьеры         |
| -- | --- | ----------------------------- | -------------- | -------------- | ---------------------------------------------------- | --------------------- |
| 1  | «Senpai Is an Otokonoko («Моя сэмпай — парень?»)» транслит..: «Senpai wa Otokonoko» (ориг..: 先輩はおとこのこ)         | Цзы Хао Сюань & Кейсуке Гоуда | Ёрико Томита   | Синсукэ Янаги  | Сёто Синкай                                          | 5 июля 2024 года      |
| 2  | «Cute Things Pilgrimage («Набор милых вещей»)» транслит..: «Kawaii Mono Meguri» (ориг..: かわいいものめぐり)           | Линь Инчэнь                   | Ёрико Томита   | Кейити Исикура | Сёто Синкай, Эри Огава, Юта Масаки & Таэ Иноцуме     | 12 июля 2024 года     |
| 3  | «Goodbye, Me («Прощай, я»)» транслит..: «Sayonara Watashi» (ориг..: さよならわたし)                                    | Project No.9                  | Ёрико Томита   | Цзы Хао Сюань  | Сёто Синкай                                          | 19 июля 2024 года     |
| 4  | «I Realized Something («Я понял кое-что»)» транслит..: «Kizuiteshimatta» (ориг..: 気づいてしまった)                    | Кейсуке Гоуда                 | Ёрико Томита   | Кейити Исикура | Сёто Синкай, Эри Огава, Сусуму Ватанабэ & Юта Масаки | 26 июля 2024 года     |
| 5  | «Special («Особенный»)» транслит..: «Tokubetsu» (ориг..: 特別)                                                         | Коусей Хираяма & Сигэки Аваи  | Ёрико Томита   | Цзы Хао Сюань  | Сёто Синкай, Эри Огава, Юта Масаки & Харуки Мория    | 2 августа 2024 года   |
| 6  | «I've Got to Decide («Я должен принять решение»)» транслит..: «Kimenakya Ikenai Koto» (ориг..: 決めなきゃいけないこと) | Ким Сон-бом                   | Сэико Такаги   | Кейити Исикура | Сёто Синкай & Юта Масаки                             | 16 августа 2024 года  |
| 7  | «Like That («Вот так»)» транслит..: «Sōiu no» (ориг..: そーいうの)                                                     | Project No.9                  | Ёрико Томита   | Цзы Хао Сюань  | Сёто Синкай, Эри Огава, Юта Масаки & Харуки Мория    | 23 августа 2024 года  |
| 8  | «Wound («Рана»)» транслит..: «Kizuguchi» (ориг..: 傷ぐち)                                                              | Chuan Feng Xu                 | Сэико Такаги   | Линь Инчэнь    | Сёто Синкай & Pei Fei Wang                           | 30 августа 2024 года  |
| 9  | «Christmas («Рождество»)» транслит..: «Kurisumasu» (ориг..: クリスマス)                                                | Кейсуке Гоуда                 | Сэико Такаги   | Цзы Хао Сюань  | Сёто Синкай, Эри Огава, Юта Масаки & Таэ Иноцуме     | 6 сентября 2024 года  |
| 10 | «Their Feelings («Их чувства»)» транслит..: «Futari no Omoi» (ориг..: ふたりの思い)                                    | Фумио Маэдзоно                | Ёрико Томита   | Кейити Исикура | Сёто Синкай, Эри Огава & Юта Масаки                  | 13 сентября 2024 года |
| 11 | «Used to Be Friends («Раньше были друзьями»)» транслит..: «Moto Tomodachi» (ориг..: 元ともだち)                        | Сигэки Аваи                   | Сэико Такаги   | Кейити Исикура | Сёто Синкай, Эри Огава & Юта Масаки                  | 20 сентября 2024 года |
| 12 | «The Real Me («Настоящий я»)» транслит..: «Hontō no Boku» (ориг..: 本当のぼく)                                         | Миджзуки Сакуми               | Ёрико Томита   | Цзы Хао Сюань  | Сёто Синкай, Эри Огава & Юта Масаки                  | 27 сентября 2024 года |

#### Фильм (2025)
| Название | Режиссёр      | Автор сценария | Сценарий | Главный режиссёр анимации | Дата премьеры        |
| --- | ------------- | -------------- | -------- | ------------------------- | -------------------- |
| Senpai wa Otokonoko: Clear After the Rain («Моя сэмпай — парень? Солнечно после дождя») транслит..: «Eiga Senpai wa Otokonoko: Ame Nochi Hare» (ориг..: 映画 先輩はおとこのこ あめのち晴れ) | Синсукэ Янаги | Ёрико Томита   | TBA      | TBA                       | 14 февраля 2025 года |

## Восприятие
Senpai Is an Otokonoko была тепло принята как критиками, так и читателями. В 2021 году она заняла третье место в премии Next Manga Award в категории веб-манги. Манга приобрела популярность в 2020 году и по итогам 2021 года стала третьей самой читаемой серией среди женской аудитории платформы Line Manga, уступив только Honey Lemon Soda и True Beauty.
Произведение также заняло третье место в опросе AnimeJapan 2021 среди манга-серий, которые читатели хотели бы увидеть экранизированными, и первое место в аналогичном рейтинге 2022 года.
Критики положительно оценили мангу за её способность затрагивать серьёзные темы, такие как сексуальность, при этом сохраняя лёгкий и доступный тон. По мнению изданий Oricon и Nijimen, произведение глубоко раскрывает психологию персонажей, особенно их внутреннюю борьбу между желанием быть открытыми и страхом уязвимости.
Журнал Da Vinci отметил, что осознал силу произведения после прочтения строки из 31-й главы: «Должно ли быть либо одно, либо другое?». Редакция выделила глубину изображения одиночества Макото и напряжённых отношений с матерью, посоветовав мангу к прочтению всем возрастам и полу.
Издание Magmix подчеркнуло обаятельность и привлекательность главного героя и охарактеризовало весь актёрский состав как гуманистически изображённый, а Da Vinci — как эмоционально вовлекающий. Обозревательница Model Press Кира Ёкояма порекомендовала мангу читателям, интересующимся историями взросления и школьной повседневностью. Она отметила, что сюжет получился свежим и искренним, а главный герой — одновременно милым и крутым.
Художественное оформление также было положительно воспринято: Oricon и Nijimen описали цветовую палитру как прекрасную, а Da Vinci особо отметили сцену, в которой Макото раскрывает свой пол, как визуально выразительную и хорошо нарисованную.

## Заметки
1. ↑  Otokonoko ga Kōhai ni Kokuhaku Sareru Hanashi (яп. おとこのこが後輩に告白される話, "История о том, как младшекурсник признался в любви отоконоко")
2. ↑  Senpai wa Otokonoko Deai-hen (яп. 先輩はおとこのこ 出会い編)
3. ↑  Titled  (яп. 分からない Wakaranai) в серии, но позже был издан в виде томов танкобон.
4. ↑  Titled  (яп. 友達 Tomodachi) в серии, но позже был издан в виде томов танкобон.
5. ↑  Titled  (яп. 素敵 Suteki) в серии, но позже был издан в виде томов танкобон.
6. 1 2  Телеканал «Fuji TV» объявил о премьере сериала 4 июля 2024 года в 24:55, что фактически соответствует 5 июля в 12:55 ночи по времени Японии.[45]
7. ↑  Eiga Senpai wa Otokonoko: Ame Nochi Hare (яп. 映画 先輩はおとこのこ あめのち晴れ, "Senpai wa Otokonoko: Clear After the Rain" («Мой парень — сэмпай?»))
8. 1 2  В некоторых эпизодах студии «Project No.9» в качестве режиссёра эпизода указана компания, а не конкретный режиссёр. Поэтому неизвестно, кто был режиссёром этого эпизода.
9. ↑  Не указан в титрах самого эпизода.
10. ↑  Line Manga представила данные только за период с 1 января по 31 октября[55]